# Iliouchine Il-18
Pour l’article homonyme, voir Iliouchine Il-18 (1946) pour un premier appareil du même nom, conçu en 1946.
L'Iliouchine Il-18 (en russe : Илью́шин Ил-18, code OTAN : « Coot », littéralement « Foulque ») est un grand avion de ligne quadri-turbopropulseur qui a volé pour la première fois en 1957 et est devenu l'un des avions soviétiques les plus connus et durables de son époque. Entré en service le 20 avril 1959, l'Il-18 est l'un des principaux avions de ligne du monde depuis plusieurs décennies et a été largement exporté. En raison de la longévité de la cellule de l'avion, de nombreux exemplaires ont réalisé plus de 45 000 heures de vol, et le modèle reste opérationnel dans les armées et — dans une moindre mesure — dans le monde civil. Le successeur de l'Il-18 est l'avion de ligne long courrier Il-62.

## Conception et développement

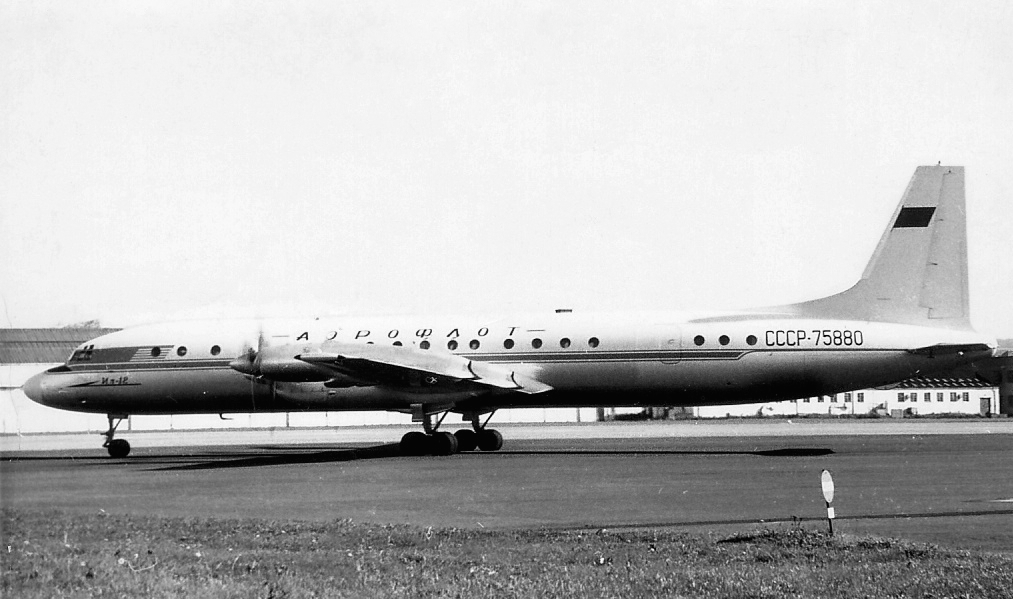
Il-18V de la compagnie russe Aeroflot à l'aéroport de Prestwick (fin des années 1960).

Deux avions soviétiques ont partagé la désignation Iliouchine Il-18. Le « premier Il-18 » était un avion à hélices de 1946, mais après un an d'essais en vol, ce programme fut abandonné.
Au début des années 1950, le besoin de remplacer les anciens modèles et d'augmenter la taille de la flotte de transport civil soviétique conduisit le Conseil des ministres de l'URSS à publier une  directive, le 30 décembre 1955, demandant aux ingénieurs en chef Kouznetsov et Ivtchenko de développer de nouveaux turbopropulseurs, et à Iliouchine et Antonov de concevoir un avion utilisant ces moteurs. Les deux concepts d'aéronefs développés furent l'Iliouchine Il-18 et l'Antonov An-10, et le moteur choisi le Kouznetsov NK-4 plutôt que l'Ivtchenko AI-20.
La conception de l'Il-18 avait commencé en 1954, avant que la directive n'ait été émise, et l'expérience de l'Il-18 avec moteurs à pistons avait été utilisée, même si l'avion était d'une conception nouvelle. L'appareil était un monoplan quadrimoteur à aile basse, avec un fuselage circulaire pressurisé et une queue conventionnelle. Le train d'atterrissage tricycle, à rétraction vers l'avant, avait quatre roues montées sur les bogies de la jambe principale. La jambe principale, après une rotation de 90°, se rétractait à l'arrière à l'intérieur des nacelles des moteurs intérieurs. Une nouveauté à l'époque était l'installation d'un radar météorologique dans le nez, et il fut le premier avion de ligne soviétique à posséder un système d'approche automatique. L'avion avait deux portes d'entrée sur le côté gauche avant et après l'aile, et deux d'urgence de chaque côté au-dessus des ailes.
Le prototype SSSR-L5811 fut prêt en juin 1957, et après des tests au sol et des roulages commença les essais à haute vitesse, le 1er juillet 1957. Le 4 juillet 1957, le premier prototype décolla de Khodynka,,, près de Moscou, mené par l'équipe du célèbre pilote d'essais de la société Vladimir Constantinovich Kokkinaki. Le 10 juillet 1957, l'avion se rendit à Moscou-Vnoukovo pour être présenté à une commission du gouvernement soviétique. Étaient également présents le prototype Antonov An-10 et le Tupolev Tu-114. Seulement dix jours plus tard, l'avion effectuait une présentation à basse altitude en survolant la foule au cours du salon annuel de Touchino, près de Moscou. L'OTAN lui attribua ensuite la désignation de « Coot ». L'Il-18 fut officiellement nommé « Moskva » (en russe : « Москва », « Moscou ») et ce nom fut peint sur le fuselage. Il ne fut toutefois pas réutilisé lorsque l'avion entra en production en série.
L'usine de Moscou no 30, située au Khodynka, près du bureau d'études Iliouchine et où le prototype avait été construit, fut choisie pour fabriquer les avions. Au cours de l'année 1957, l'usine commença à réduire sa production de l'Iliouchine Il-14, pour se préparer à construire l'avion de production désigné Il-18A. L'Il-18A se différenciait du prototype par des détails mineurs, concernant essentiellement sa configuration interne. En effet, il apparut également clairement pendant les essais que les vibrations et le bruit engendrés par les moteurs imposeraient d'améliorer l'isolation acoustique à l'intérieur de l'appareil, et ce fut finalement fait, au prix d'une légère augmentation de la masse à vide de l'avion. Une autre des modifications entreprises visant à soulager les oreilles des passagers fut assez basique mais pourtant efficace : elle consistait à repousser les passagers dans les zones les moins bruyantes de l'avion. Ainsi, aux endroits les plus bruyants, il fallut créer des espaces où normalement le passager ne serait pas censé séjourner trop longtemps. C'est pour cette raison que la cabine fut divisée en deux, avec une zone de 10 sièges et une autre de 65 sièges, séparées par les cuisines et les toilettes, qui étaient placées à l'endroit le plus bruyant de l'avion. Entre-temps, on augmenta également le nombre de passagers emportés, passant de 75 à 89.
Le premier avion de série était propulsé par le Kouznetsov NK-4, mais les moteurs furent victimes de problèmes, de sorte que le Conseil des ministres décréta, en juillet 1958, que toute la production à partir de novembre 1958 utiliserait l'Ivtchenko AI-20, et que la production antérieure serait remotorisée. Seulement vingt Il-18A furent construits avant le changement de production pour passer à la version améliorée Il-18B. Cette nouvelle version avait un poids brut supérieur (61,2 tonnes au lieu de 58) et son nez était conçu avec un radôme plus grand, ce qui augmenta sa longueur totale de 20 cm. Le premier Il-18B vola le 30 septembre 1958, motorisé par l'AI-20. Cette version fut séparée en deux périodes de production. Les appareils produits entre 1959 et 1960, puis les appareils produits entre 1960 et 1965. Ces derniers avaient un agencement des portes d'accès différent, avec trois portes séparant les passagers en trois groupes de 20, 55 et 14 places, en partant de l'avant. Une version pour le transport de personnalités importantes (VIP), l'Il-18S, fut également construite pour l'armée de l'air soviétique. À partir d'avril 1961, il fut équipé d'un groupe auxiliaire de puissance TG-18 pour le démarrage au sol, en remplacement de l'assemblage de batteries argent/zinc précédentes. Certains avions furent modifiés pour permettre d'utiliser ce GAP en vol.
Avec l'expérience, une nouvelle amélioration fut la version Il-18V. L'Il-18V était structurellement identique, mais l'intérieur avait été revu, avec par-exemple un déplacement de la cuisine et quelques modifications mineures du système. Le premier Il-18V sortit d'usine en décembre 1959 et cette version resta en production jusqu'en 1965, avec 334 exemplaires construits. Des versions spécialisées de l'avion furent également construites, notamment un avion modifié pour le vol d'étalonnage et une variante polaire long courrier. Des variantes militaires furent également construites, comme l'Iliouchine Il-38 de lutte anti-sous-marine.

## Carrière opérationnelle

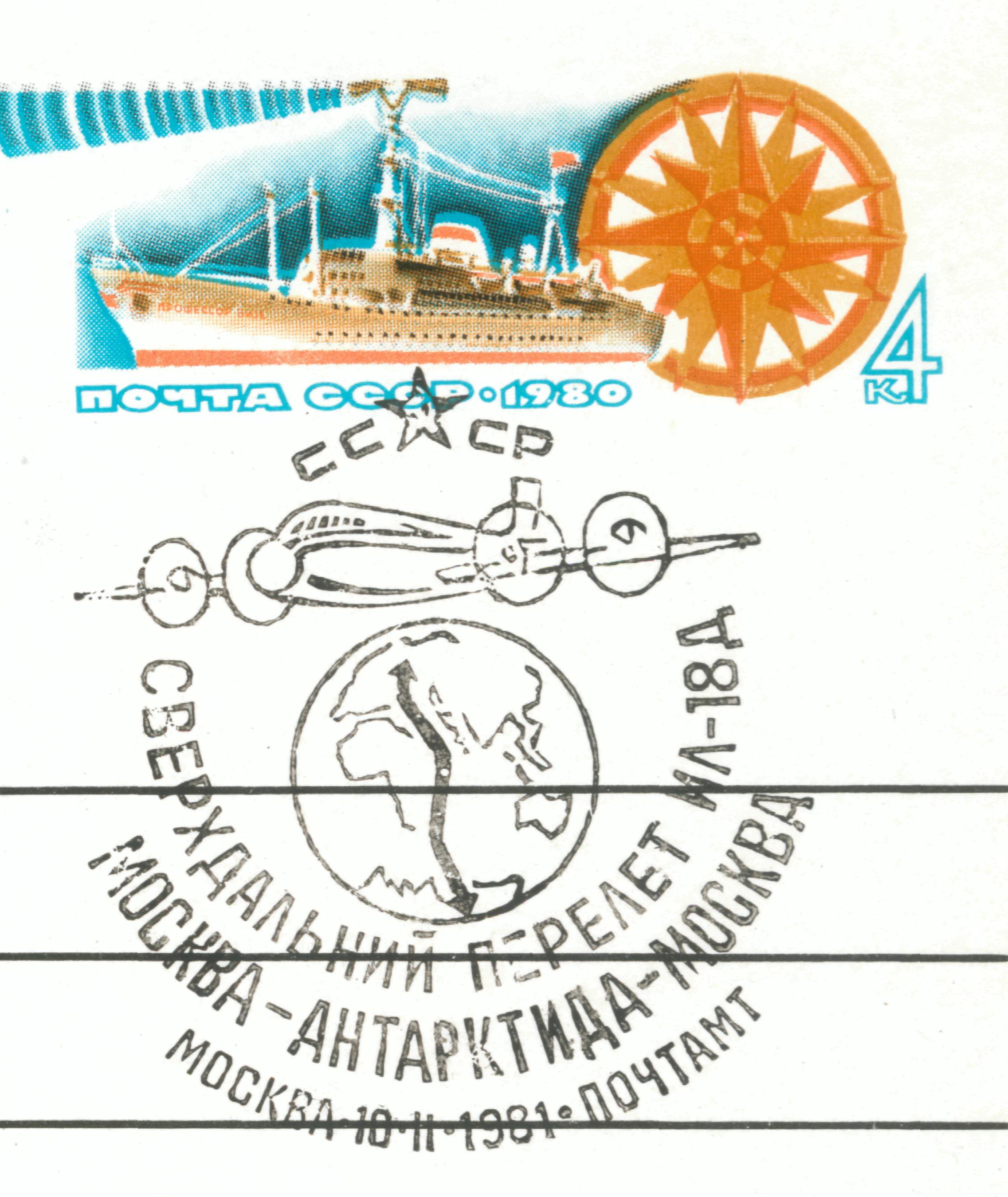
Tampon postal du premier vol Moscou → Antarctique → Moscou de l'Il-18D, le 10 février 1981.

Le premier Il-18, équipé de turbopropulseurs NK-4, vola le 4 juillet 1957. Le 17 septembre 1958, le premier avion vola avec les nouveaux moteurs Ivtchenko AI-20. Vladimir Kokkinaki était le pilote d'essai. Entre 1958 et 1960, vingt-cinq records du monde ont été établis par cet avion, dont des records de rayon d'action et d'altitude avec diverses charges utiles. En 1958, l'avion reçut le Grand Prix au World Fair Bruxelles. En avril 1979, un monument fut inauguré à l'aéroport Cheremetyevo, commémorant cet avion remarquable.
Dix-sept transporteurs aériens étrangers ont acquis quelque 125 exemplaires de l'Il-18. Des Il-18 sont encore en service en Sibérie, Corée du Nord et au Moyen-Orient, tandis qu'un certain nombre d'exemplaires fabriqués dans le milieu des années 1960 étaient encore en usage civil en Afrique et en Asie du Sud en 2014. L'appareil opère également dans divers rôles militaires. Un Il-18 (inscription « DDR-STD »), appartenant à Interflug et utilisé comme moyen de transport par les dirigeants est-allemands, dont Erich Honecker, a été transformée en hôtel statique aux Pays-Bas.
En février 1981, l'Il-18 a fait un vol sans précédent Moscou → Antarctique → Moscou en longeant le méridien passant par l'Afrique orientale. Le vol de 15 950 km a été réalisé en 25 heures, avec seulement deux arrêts intermédiaires.

## Versions

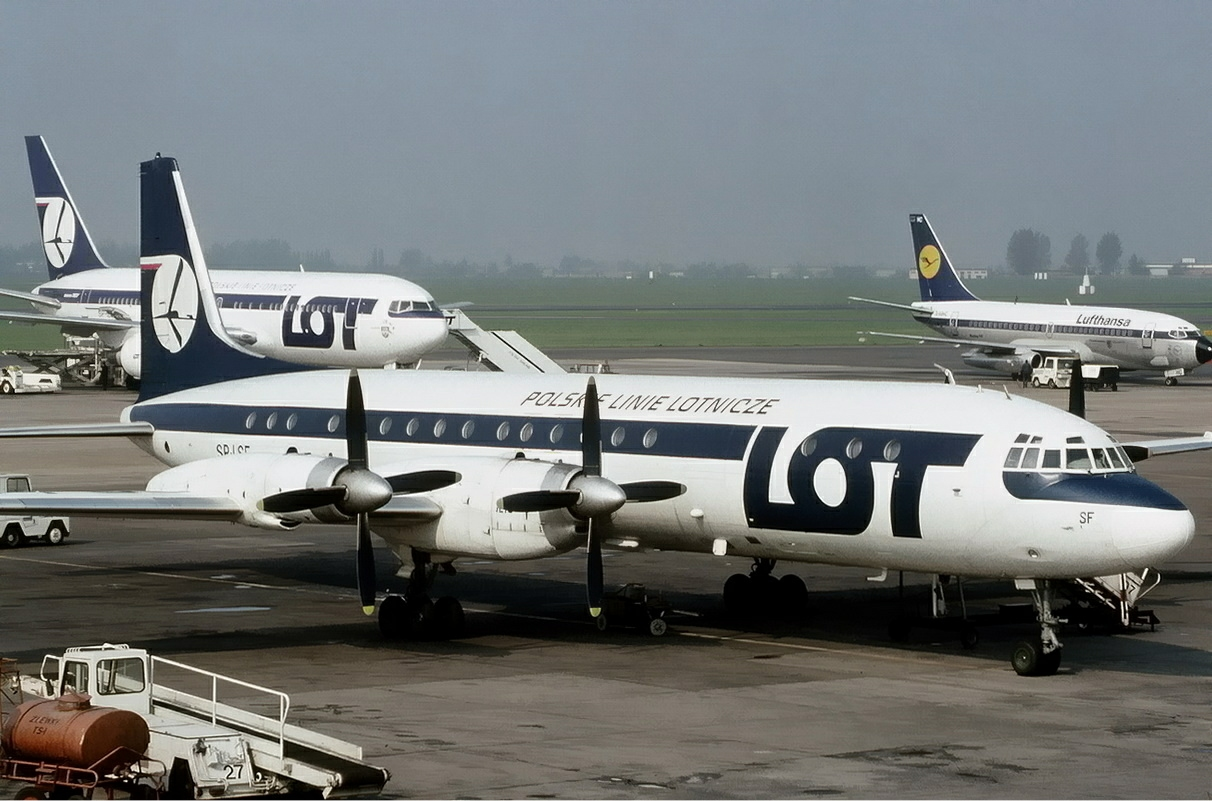
Il-18E de LOT Polish Airlines à Varsovie (1990).

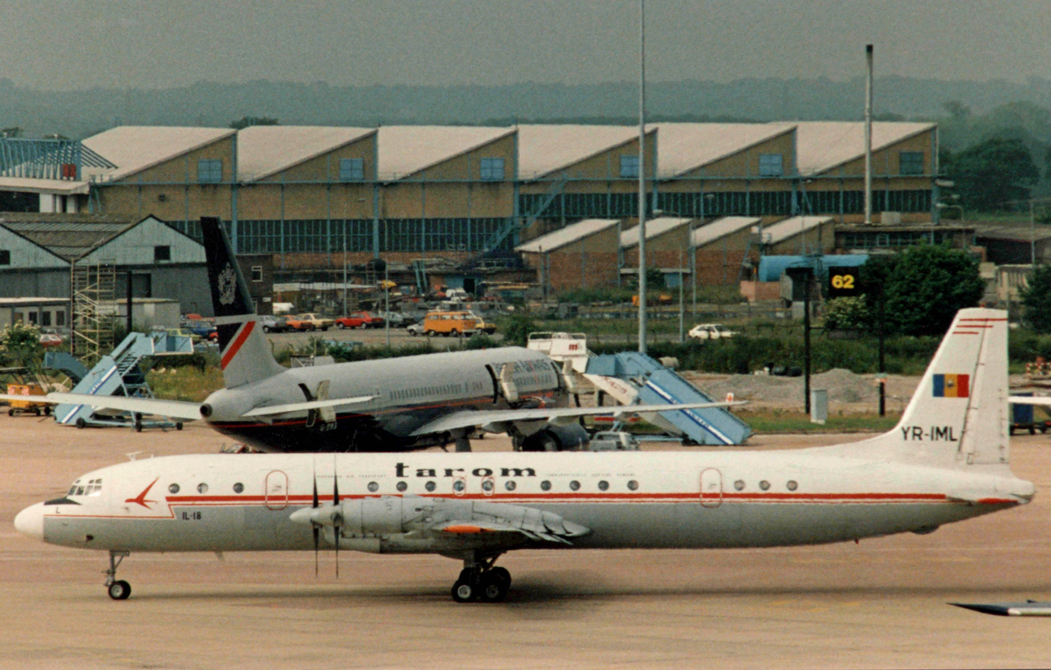
Il-18D de la compagnie Tarom, à l'aéroport de Manchester (juin 1988).

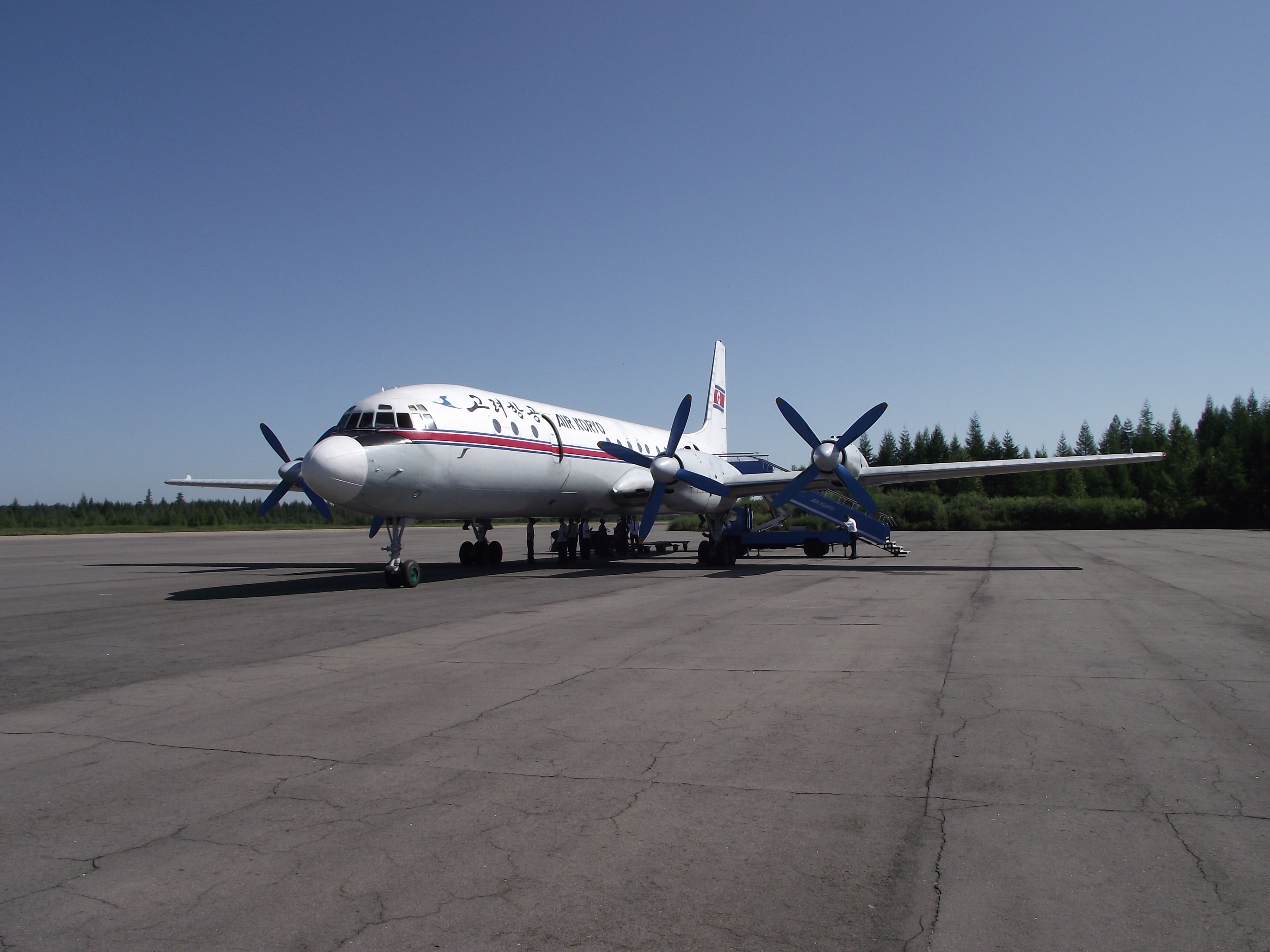
Il-18 de la compagnie nord-coréenne Air Koryo, à l'aéroport de Samjiyon (2011).

Données issues de l'ouvrage « OKB Ilyushin » :
- Il-18 : Désignation de l'unique prototype de la famille Il-18 ;
- Il-18A : Version initiale de production, équivalente à une pré-production. L'appareil était équipé soit de turbopropulseurs Kouznetsov NK-4 soit d'Ivtchenko AI-20. Environ une vingtaine d'exemplaires construits[6] ;
- Il-18B : Première version produite en grande série, un moyen courrier pouvant transporter 84 passagers. Sa masse à vide augmenta légèrement en raison de l'ajout de renforts dans sa structure et ses ailes[2];
- Il-18 Combi : Il-18 modifié en configuration mixte pour emporter passagers et cargo ;
- Il-18D : Similaire à l'Il-18I, mais équipé d'un réservoir central de fuselage supplémentaire, afin d'accroître son rayon d'action. Il était équipé de quatre turbopropulseurs Ivtchenko AI-20M de 4 250 ch. La masse à vide augmenta encore un peu, passant de 61,2 à 64 tonnes[2] ;
- Il-18D relais de communications : Trois appareils modifiés afin de servir de relais radio entre les avions du gouvernement (VIP) et leurs centres de commandement au sol ;
- Il-18D Pomor : Un seul exemplaire d'Il-18D converti en appareil de surveillance des pêches. Un « Pomor » (russe : Помор) est une personne qui vit près de la mer ;
- Il-18D Salon : (en russe : Салон) Version de transport de personnalités (VIP) de l'Il-18D ;
- Il-18DORR : Deux Il-18D modifiés comme appareils de reconnaissance et surveillance des pêches pour le compte de l'Institut polaire de la pêche océanique et de l'océanographie. Les modifications concernaient surtout l'installation de matériel de mission spécialisé. Utilisés pour la première fois en 1985, ils furent plus tard reconvertis et redevinrent des modèles Il-18D standard ;
- Il-18E : Similaire à l'Il-18I, mais sans la capacité de carburant supplémentaire. Produit de 1965 à 1966, il disposait de 120 sièges, plus confortables, et son agencement intérieur était revu : isolation acoustique renforcée, toilettes plus luxueux, bar/buffet plus fourni et installation d'un vestiaire plus grand[2] ;
- Il-18E Salon : Version de transport de personnalités (VIP) de l'Il-18E ;
- Il-18Gr : Avion converti en configuration cargo. « Gr » vient de « Gruzovoy » (en russe : Грузовой), signifiant « cargo » ;
- Il-18GrM : Plusieurs Il-18 modifiés au standard Gr et avec l'ajout d'une porte cargo latérale pressurisée ;
- Il-18I : Version équipée avec de plus puissants turbopropulseurs Ivtchenko AI-20M, produisant chacun une puissance de 4 250 ch. Pendant l'été, la capacité de transport était portée à 122 passagers, la cabine étant agrandie[1] en déplaçant la cloison de pressurisation arrière de 1,64 m vers l'arrière (cloison qui était vitale pendant les hivers russes, extrêmement froids)[1] ;
- Il-18LL : (russe : Летающая лаборатория, « Letayuschchaya Laboratoriya » : Laboratoire volant), un avion modifié pour servir de banc d'essais de technologies anti-givrage (un sujet très important en aviation civile), et un Il-18V utilisé par le centre d'essais en vol tchécoslovaque comme banc de tests moteur ;
- Il-18RT : Deux exemplaires de l'Il-18V qui furent modifiés pour servir de relais de télémétrie lors de tests de fusées et d'aéronefs sans pilote ;
- Il-18S : Version de transport de personnalités (VIP) de l'Il-18B ;
- Il-18T : Cette désignation fut donnée aux appareils cargos militaires et civils obtenus à partir des versions Il-18A, B et V :
  - Il-18AT : Version militaire de transport/évacuation des blessés basée sur l'Il-18A ;
  - Il-18BT : Version militaire de transport/évacuation des blessés basée sur l'Il-18B ;
  - Il-18VT : Version militaire de transport/évacuation des blessés basée sur l'Il-18V.
- Il-18TD : Un exemplaire d'Il-18T fut modifié pour transporter soit 69 civières, soit 118 parachutistes. Comme il n'intéressa jamais les militaires, il fut reconverti en Il-18D standard ;
- Il-18USh : Un exemplaire de l'Il-18V avait été modifié comme appareil d'entraînement à la navigation, doté de deux fenêtres de navigation astronomique sur le dos du fuselage. Il avait été testé et jugé convenable par la force aérienne soviétique, mais elle préféra utiliser à sa place une variante du biréacteur Tupolev Tu-124 ;
- Il-18V : Version standard pour la compagnie Aeroflot, qui effectua son premier vol le 10 octobre 1959[8] et entra en service en 1961[1]. L'Il-18V était propulsé par quatre turbopropulseurs Ivtchenko AI-20K et emportait de 90 à 100 passagers. Ce fut la version la plus produite, avec 334 exemplaires construits[8] ;
- Il-18V Salon : Version de transport de personnalités (VIP) de l'Il-18V ;
- Il-18V/polar : Un unique Il-18V modifié pour une utilisation en milieux polaires (en russe : Полярная Авиация, « Polyarnaya Aviahtsiya », aviation polaire) ;
- Il-18V-26A : Un unique Il-18V modifié pour une utilisation en milieux polaires, avec un réservoir de carburant auxiliaire en cabine, un agencement des fenêtres différent et des réservoirs d'huile agrandis dans les ailes, couverts par des protubérances sur les nacelles de moteurs (Il était parfois désigné Il-18D, avant que le vrai modèle D fasse son apparition dans l'inventaire) ;
- Il-18V Calibrator : Un seul exemplaire Il-18V utilisé par la compagnie allemande Interflug pour la calibration de systèmes d'aide à la navigation ;
- Il-20M Coot-A : Version de Renseignement d'origine électromagnétique (ELINT) et de reconnaissance radar. Aussi connue sous la désignation Il-18D-36 Bizon ;
- Il-20RT : Quatre appareils relais de communications et de télémesure, utilisés pour soutenir les activités spatiales soviétiques. Ils ont plus tard été remplacés par des Il-76 modifiés ;
- Il-22 Coot-B : Version poste de commandement aérien avancé ;
- Il-22M : Identique à l'Il-22, mais avec un nouvel équipement de mission ;
- Il-24N : Deux Il-18D modifiés pour la reconnaissance des glaces. Ils sont similaires à l'Il-20M mais leur équipement de détection est d'origine civile. Ces deux appareils ont ensuite été reconvertis à leur standard d'origine puis revendus ;
- Il-38 : Version de reconnaissance maritime et de lutte anti-sous-marine ;
- SL-18 : Désignation de plusieurs appareils de recherche et d'expérimentation. Ils possèdent normalement un suffixe, comme le SL-18D, qui servait à des tests d'avionique ;
- Il-118 : Version améliorée proposée, équipée de deux propfans Lotarev D-236-T.

## Spécifications techniques (Il-18D)
Données de « OKB Ilyushin ».
Caractéristiques générales
- Équipage : 9 membres
- Capacité : 65 à 120 passagers
- Charge utile : 13 500 kg
- Longueur : 35,9 m
- Envergure : 37,4 m
- Hauteur : 10,165 m
- Surface alaire : 140 m2
- Masse à vide : 35 000 kg
- Masse maximale au décollage : 64 000 kg
- Moteur : 4   turbopropulseurs à flux axial Ivtchenko AI-20M de 4 250 ch (3 170 kW)   chacun
- Hélices : Hélices quadripales AW-68 I à vitesse constante , une par moteur
  - Diamètre hélice : 4,5 m
- Capacité en carburant : 30 000 litres

 Performances 
- Vitesse maximale : 675 km/h
- Vitesse de croisière : 625 km/h
- Vitesse de décrochage : 171 km/h
- Distance franchissable : 

  - 6 500 km avec une charge utile de 6 500 kg, le plein de carburant et une heure de réserve ;
  - 3 700 km avec une charge utile de 13 500 kg (maximale) et une puissance moteur continue de 84 à 85 %.
- Plafond : 11 800 m
- Charge alaire : 250 kg/m2
- Rapport poids-puissance : 2,06 kg/ch

Avionique

- Radar météorologique RPSN-2AMG ou RPSN-2N « Emblema »[6] ;
- Système de navigation autonome NAS-1B ;
  - Capteur de vitesse/dérive à effet Doppler DISS-1 ;
  - Calculateur de navigation autonome ANU-1 ;
- Système de navigation Put'-4M ;
- Compas KS-6G ;
- compas stellaire télécommandé DAK-DB ;
- Système de navigation à courte portée RSBN-2S « Svod » ;
- Système ILS SP-50 « Materik » ;
- Altimètre radar RV-UM ;
- Écran de navigation NI-50BM-1 ;
- Radiocompas principal et secours ARK-11 ;
- Système de communications radio RSB-5/1230 ;
- Système radio RSIU-5 (R802G) (deux exemplaires) ;
- Transpondeur IFF SR-2M « Khrom » ;
- Enregistreur de vol MSRP-12-96.

### Quelques données techniques complémentaires
L'avion est propulsé par quatre turbopropulseurs Ivtchenko AI-20 de 4 250 ch chacun, entraînant des hélices quadripales à vitesse constante de 4,5 m de diamètre, dotées d'une mise en drapeau automatique. Elles lui permettent de décoller en 1 350 m. La course d'atterrissage est, elle, de 850 m et la vitesse de décrochage est comprise entre 171 et 185 km/h, en fonction de la charge utile à bord. Au sol, lorsque les moteurs sont arrêtés, un groupe auxiliaire de puissance TG-16M alimente l'appareil en courant 28 volts continu.
Le fuselage a un diamètre de 3,50 m et l'avion peut contenir 30 000 litres de carburant (version Il-18D). Avec le plein, son autonomie est de 6 500 km avec 6 500 kg de charge utile et une réserve d'une heure. Elle passe à 3 700 km avec sa charge utile maximale, de 13 500 kg, en maintenant la puissance continue des moteurs à environ 85 %.

## Utilisateurs

### Opérateurs civils

#### Actuels
- Russie : NPP MIR (1 appareil en service) ;
- Corée du Nord : Air Koryo ;
- Sri Lanka : Fits Air.

#### Anciens

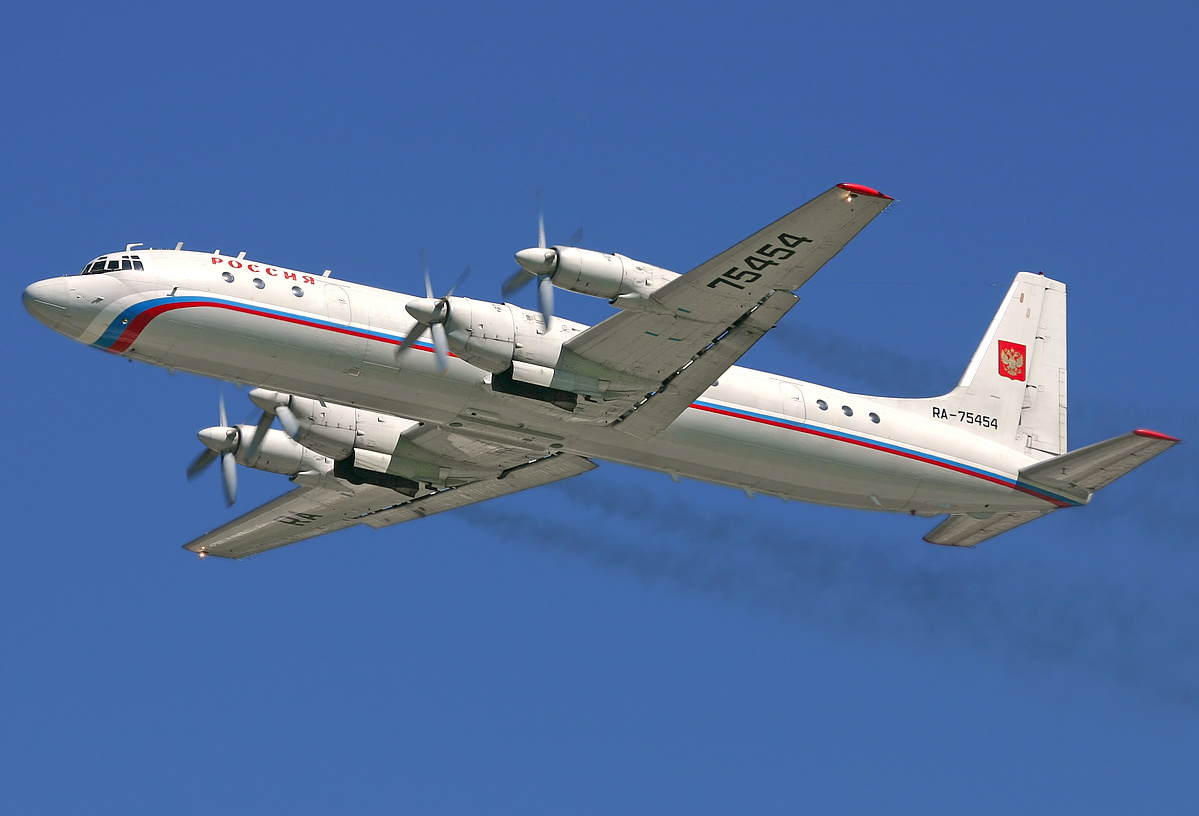
Un Il-18 de la compagnie nationale russe Rossiya.

- Afghanistan : Ariana Afghan Airlines ;
- Allemagne :
  - Berline ;
  - German European Airlines ;
- Allemagne de l'Est :
  - Deutsche Lufthansa ;
  - Interflug (16 appareils)[10] ;
- Bulgarie : Balkan Bulgarian Airlines ;
- Chine : Administration de l'aviation civile de Chine ;
- Cuba :
  - Aerocaribbean ;
  - Cubana de Aviación SA ;
- Djibouti : Daallo Airlines ;
- Égypte : EgyptAir (ex-United Arab Airlines) ;
- Émirats arabes unis : Phoenix Aviation ;
- Ghana : Ghana Airways (huit exemplaires achetés, quatre renvoyés plus tard à l'URSS) ;
- Guinée : Air Guinée ;
- Hongrie : Malév Hungarian Airlines ;
- Kazakhstan : Irbis Aero ;
- Kirghizistan : Anikay Air ;
- Mali : Air Mali ;
- Pologne :
  - LOT Polish Airlines (dix appareils utilisés de 1961 jusqu'au début des années 1990[11]) ;
  - Polonia Airways (un appareil utilisé dans les années 1990) ;
  - Polnippon (trois appareils utilisés de 1990 à 1996) ;
- Roumanie : Tarom ;
- Russie :
  - ASTAir ;
  - Domodedovo Airlines ;
  - GVG Airline ;
  - Rossiya Airlines ;
  - Tretyakovo Airlines ;
- Somalie :
  - Daallo Airlines ;
  - Jubba Airways ;
- Sri Lanka : Expo Aviation ;
- Tchécoslovaquie : CSA Czech Airlines ;
- Ukraine :
  - Lviv Airlines ;
  - Sevastopol Avia ;
- Union soviétique : Aeroflot ;
- Viêt Nam : Vietnam Airlines ;
- Yémen : Yemen Airways.

### Opérateurs militaires

#### Actuels
- Corée du Nord : Force aérienne populaire de Corée (un appareil loué à Air Koryo) ;
- Russie : Armée de l'air russe (version Il-20).

#### Anciens
- Afghanistan : Force aérienne afghane (cinq appareils livrés en 1968, désormais retirés du service) ;
- Algérie : Armée de l'air algérienne ;
- Bulgarie : Gouvernement bulgare ;
- Tchécoslovaquie : Force aérienne tchécoslovaque :
- Allemagne de l'Est : Force aérienne de l'armée populaire nationale ;
- Géorgie : Force aérienne géorgienne ;
- Indonésie : Gouvernement d'indonésie (avion présidentiel) ;
- Yémen du Nord : Force aérienne nord-yéménite ;
- Pologne : Force aérienne de la République polonaise (Transport de personnalités, remplacé par le Tu-134) ;
- Roumanie : Gouvernement de Roumanie ;
- Union soviétique : Forces aériennes et aviation navale soviétiques ;
- Viêt Nam : Force aérienne populaire vietnamienne ;
- Yougoslavie : Force aérienne yougoslave.

## Galerie

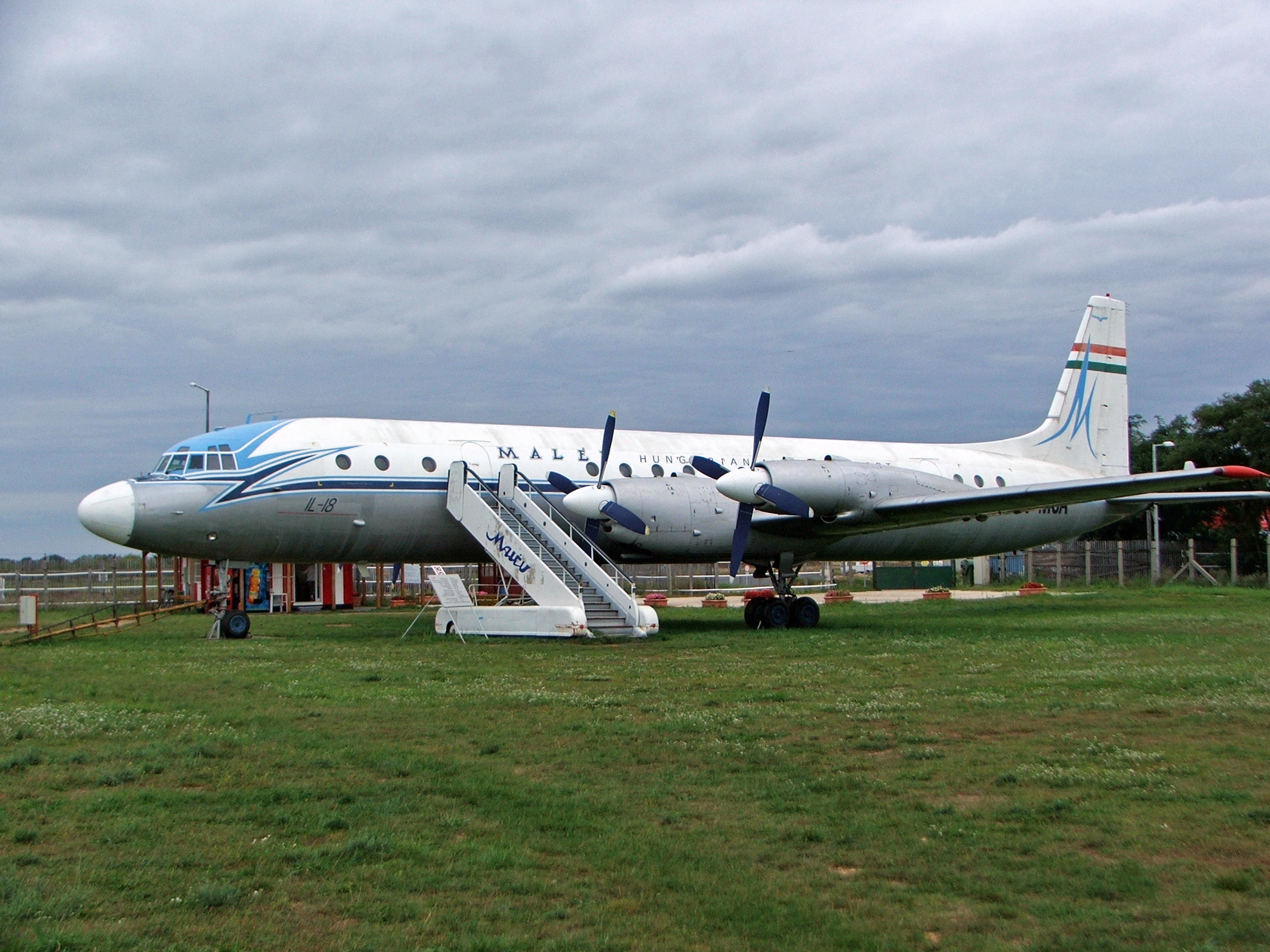
Il-18 de la compagnie Malév dans un musée d'aviation à ciel ouvert à Ferihegy, Budapest.
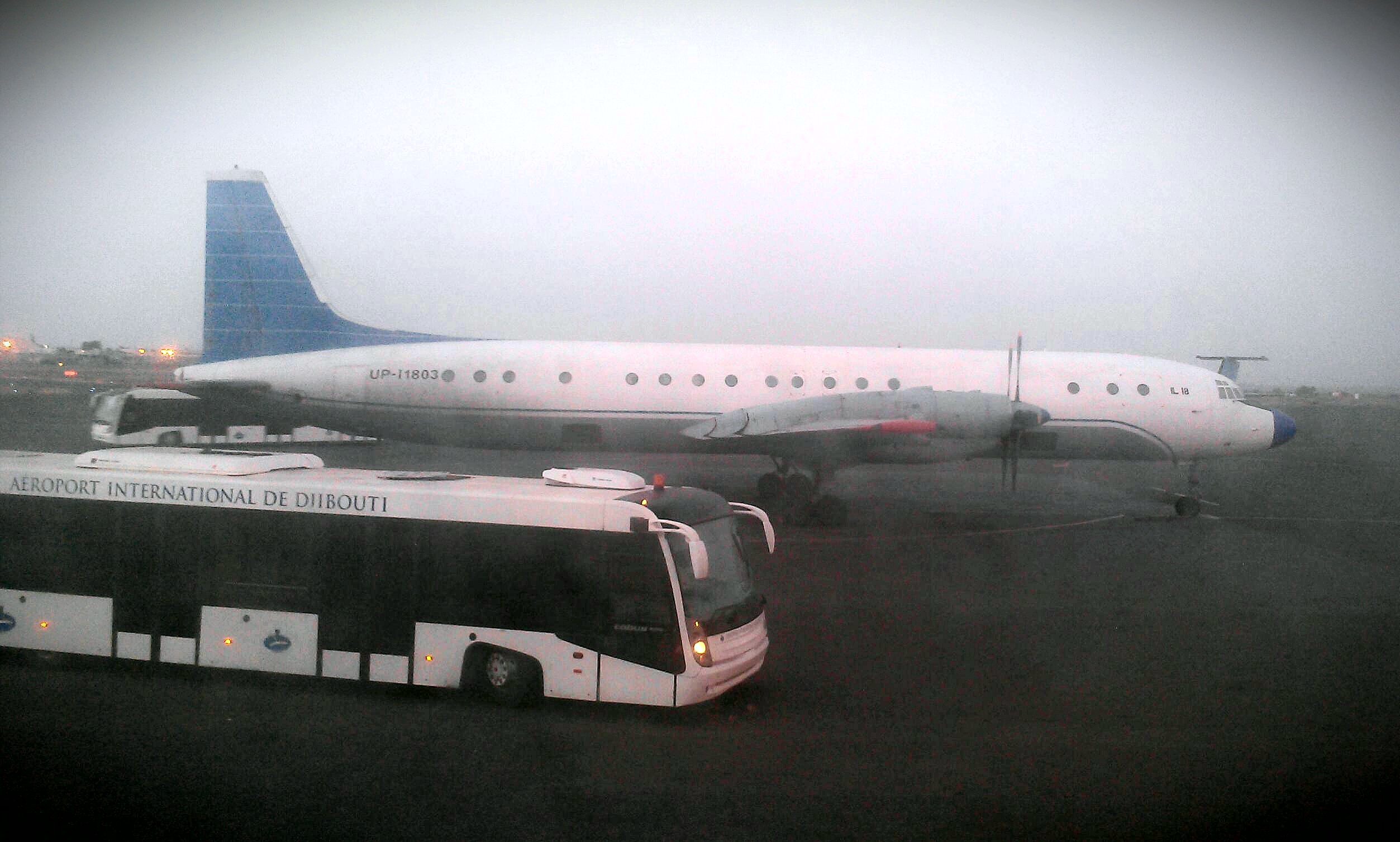
Un Il-18 à l'aéroport international de Djibouti.
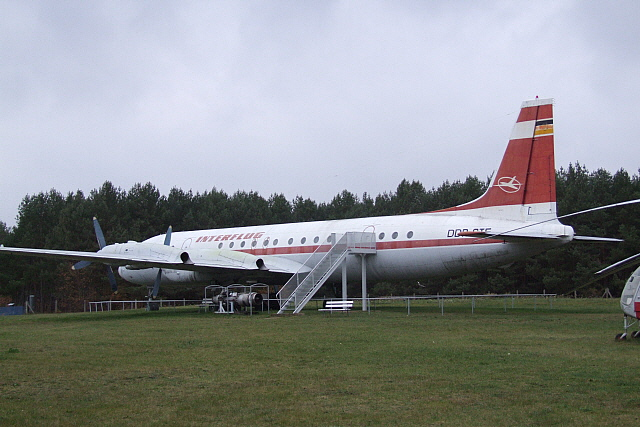
Un exemplaire exposé dans un musée en Allemagne.
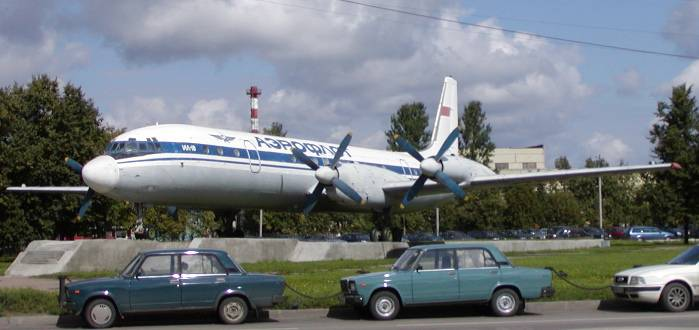
Un Il-18 en exposition statique à l'aéroport de Moscou-Cheremetievo. Il a été installé en 1979 pour célébrer les vingt ans de la mise en service de cet appareil[2].
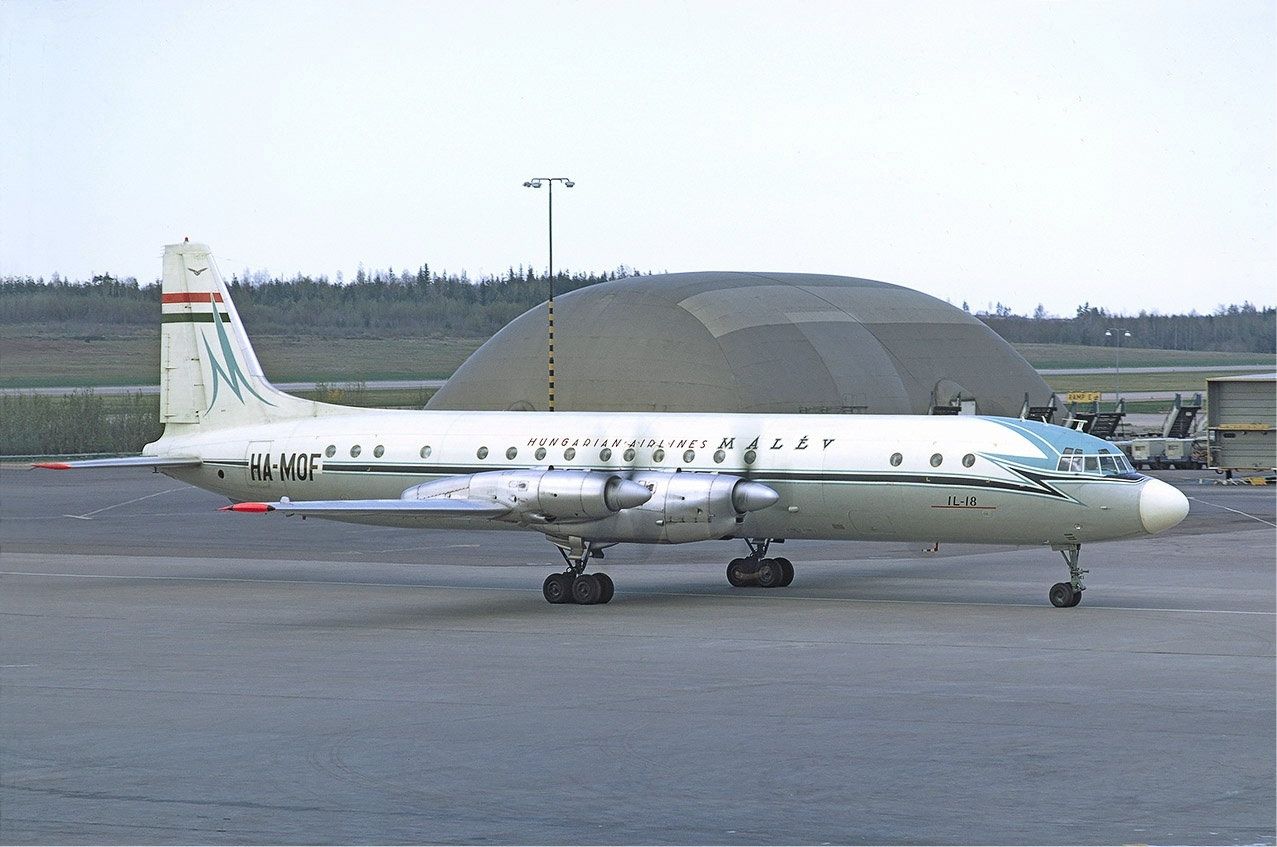
Il-18 de la compagnie Malév en Suède (avril 1972).
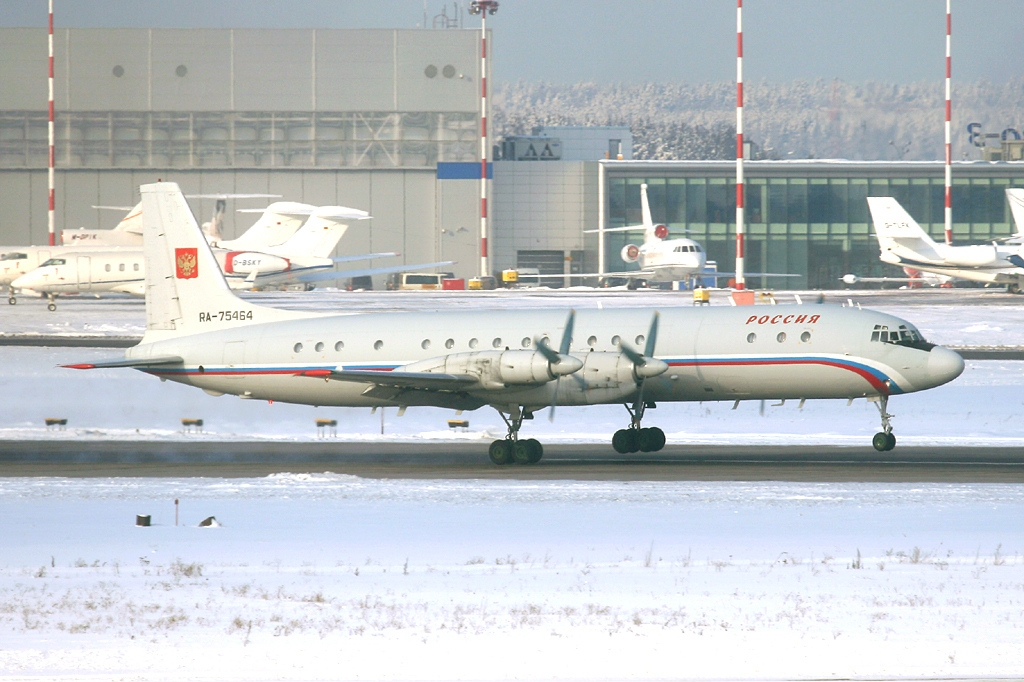
Il-18 de Rossiya Airlines.

## Accidents
Au 19 janvier 2010, on recensait la perte d'un total de cent Il-18, causant la perte de 2 352 vies.
Selon les statistiques officielles et la société Iliouchine, ainsi que les déclarations d'experts dans une entrevue avec les médias au temps de l'URSS, en 1976, aucun des accidents concernant l'Il-18 n'avait été dû à une défaillance matérielle. Cependant, aucune des statistiques réelles ne vient confirmer ces dires. De 1959 à 1977, il y eut seize accidents impliquant des Il-18. Cinq d'entre eux étaient liés à des atterrissages en terrain montagneux dans des conditions météorologiques défavorables.
Comme en témoignent les statistiques internationales, la plupart des accidents de l'Il-18 ont eu lieu aux mains de pays étrangers à la Russie, en raison essentiellement d'une utilisation de l'avion en zones dangereuses et sous des conditions météo défavorables. Les opérations de maintenance trop légères ou mal suivies y sont probablement aussi pour beaucoup, aux vues des moyens financiers très limités dont disposaient certaines compagnies employant l'appareil. Certaines compagnies ne respectent également pas à la lettre les recommandations concernant la météo maximale admissible pour autoriser ou non un décollage. Il faut également ajouter à ces paramètres le facteur humain, car la formation des pilotes de certaines compagnies à faibles moyens n'était clairement pas du niveau de celle des compagnies les plus reconnues du milieu aéronautique international.
| Date              | Immatriculation | Lieu de l'accident                 | Victimes | Résumé bref de l'accident |
| ----------------- | --------------- | ---------------------------------- | -------- | --- |
| 7 mai 1958        | L5821           | Cheremetievo                       | 10/10    | Incendie moteur pendant un vol d'essai. |
| 2 septembre 1959  | 75676           | Vnoukovo                           | 0/56+    | Incendie des deux moteurs extérieurs, menant à un atterrissage d'urgence. |
| 13 décembre 1959  | inconnu         | Tachkent                           | 29/29    | Crash dans une colline à l'atterrissage. |
| 27 avril 1960     | 75648           | Iekaterinbourg                     | 1/5      | Impact violent avec la piste à la suite d'un décrochage en phase d'approche pour l'atterrissage. |
| 17 août 1960      | 75705           | Kiev                               | 34/34    | Incendie moteur puis explosion des réservoirs de carburant. |
| 26 décembre 1960  | 75651           | Oulianovsk                         | 17/17    | Crash pendant un vol d'entraînement à cause du givre. |
| 28 mars 1961      | OK-OAD          | Nuremberg                          | 52/52    | Pour des raisons inconnues, l'appareil a subitement rapidement perdu de l'altitude et s'est écrasé. |
| 22 juin 1961      | 75672           | Bogoroditsk                        | 0/97     | Atterrissage d'urgence à la suite d'un incendie moteur. |
| 12 juillet 1961   | OK-PAF          | Casablanca                         | 72/72    | L'appareil s'est écrasé à 13 km de l'aéroport. |
| 28 juillet 1961   | 75766           | Loukhovitsy                        | 0/?      | Pendant un vol d'essai, un moteur a pris feu et s'est détaché de l'aile à l'atterrissage. |
| 13 août 1961      | 75653           | Riga                               | ?        | Crash sur la piste au cours d'un atterrissage dans le brouillard. Nombre de victimes inconnu. |
| 17 décembre 1961  | 75654           | Millerovo                          | 59/59    | Pendant le vol de croisière, l'équipage a accidentellement déployé les volets de l'appareil, causant sa perte. |
| 31 décembre 1961  | 75757           | Mineralnye Vody                    | 32/119   | L'appareil s'est écrasé dans une colline après une interruption de phase d'approche. |
| 7 janvier 1962    | 75780           | Institut de recherches Gromov      | ?        | Aucun détail connu sur les conditions de l'accident. |
| 24 février 1962   | YR-IMB          | Paphos                             | 0/?      | Atterrissage d'urgence après une panne généralisée de tous les moteurs. L'avion a été démoli ensuite. |
| 23 novembre 1962  | HA-MOD          | Paris                              | 21/21    | Décrochage brutal en phase d'approche à l'atterrissage. |
| 29 novembre 1962  | 75843           | inconnu                            | ?        | Aucun détail connu sur les conditions de l'accident. |
| 26 février 1963   | 75732           | Golfe de Chelikhov                 | 10/10    | Panne moteur et incendie à bord. Il a coulé après un atterrissage d'urgence sur la glace. |
| 5 mars 1963       | 75765           | Achgabat                           | 12/54    | Crash pendant une violente tempête de sable. |
| 4 avril 1963      | 75866           | Kazan                              | 67/67    | Problème technique. |
| 10 novembre 1963  | 75686           | Samara                             | ?        | Appareil fortement endommagé à l'aéroport. |
| 2 juillet 1964    | 75661           | Krasnodar                          | ?        | Appareil fortement endommagé à l'aéroport. |
| 3 août 1964       | 75824           | Magadan                            | ?        | L'appareil s'est écrasé sur la piste à l'atterrissage. |
| 2 septembre 1964  | 75531           | Ioujno-Sakhalinsk                  | 87/93    | L'appareil s'est écrasé dans une montagne à l'approche. |
| 19 octobre 1964   | 75668           | Belgrade                           | 33/33    | Crash sur le mont Avala à l'atterrissage. À bord se trouvait le Maréchal de l'Union soviétique et chef d'état-major général Sergueï Biriouzov, lui aussi tué dans l'accident. |
| 4 janvier 1965    | 75685           | Almaty                             | 64/103   | L'appareil s'est écrasé après une tentative de récupération par ses pilotes, dans des conditions météorologiques défavorables. |
| 8 mars 1965       | 75690           | Bichkek                            | 0/?      | L'appareil a été endommagé après un atterrissage trains rentrés. |
| 23 décembre 1965  | 75688           | Magadan                            | 0/?      | L'appareil a été fortement endommagé mais n'a pas fait de victimes. |
| 27 mars 1966      | CU-T831         | Cuba                               | 2/?      | Angel María Betancourt Cueto, utilisant une arme à feu, essaie de détourner un Il-18 de la compagnie Cubana de Aviación vers les États-Unis, au cours d'un vol Santiago de Cuba → Havane. L'appareil emporte 97 passagers, dont 14 enfants. Cette tentative échoue grâce à l'action du commandant de bord Fernando Alvarez Pérez, qui refuse de changer de cap et pose l'appareil sur l'aéroport international de la capitale. À terre, le pirate de l'air, frustré, assassine le pilote de l'avion et l'agent de sécurité, Edor Reyes García, et blesse grièvement le copilote, Evans Rosales,. |
| 10 juillet 1966   | CU-T830         | Cuba                               | 2/97     | Atterrissage forcé à la suite de pannes multiples sur les moteurs. |
| 27 août 1966      | 75552           | Arkhangelsk                        | 0/121    | L'appareil a essayé de décoller avec une gouverne bloquée. |
| 22 novembre 1966  | 75665           | Almaty                             | 2/68     | L'appareil a fini sa course de décollage dans un fossé en bout de piste. |
| 24 novembre 1966  | LZ-BEN          | Bratislava                         | 82/82    | Crash dans une montagne peu après le décollage. |
| 4 janvier 1967    | inconnu         | Nankin                             | ?        | Aucun détail connu sur les conditions de l'accident. |
| 6 avril 1967      | 75563           | Aéroport de Moscou-Domodedovo      | 8/8      | Ce vol transportait une commission gouvernementale et s'est écrasé pendant la montée après le décollage. |
| 9 juillet 1967    | 3X-GAB          | Casablanca                         | 0/102    | Une aile s'est cassée pendant le décollage. |
| 5 septembre 1967  | OK-WAI          | Gander                             | 37/69    | L'avion a décroché immédiatement après le décollage et a percuté un talus en bout de piste. |
| 4 novembre 1967   | inconnu         | Moscou                             | 4/4      | Atterrissage brutal. |
| 16 novembre 1967  | 75538           | Iekaterinbourg                     | 107/107  | L'appareil a décollé en surcharge, a perdu le contrôle et s'est écrasé. |
| 9 janvier 1968    | 75519           | Karaganda                          | ?        | Dérapage sur la piste. |
| 24 février 1968   | 75560           | Donetsk                            | 0/?      | L'avion n'a pas réussi à s'élever au-dessus de la piste au décollage. |
| 29 février 1968   | 74252           | Bratsk                             | 83/84    | Cet accident (en) serait apparemment dû à une fuite de carburant. Il y a eu un seul survivant sur les 84 passagers. |
| 22 avril 1968     | 75526           | Aéroport de Moscou-Domodedovo      | 5/5      | L'avion a percuté des lignes à haute-tension pensant un vol d'entraînement. |
| 3 septembre 1968  | LZ-BEG          | Bourgas                            | 47/89    | L'avion s'est écrasé en tentant de descendre sous le plafond nuageux, en voulant augmenter sa visibilité. |
| 20 octobre 1968   | 75436           | Krasnoïarsk                        | 0/?      | Atterrissage d'urgence après un détour à cause de mauvaises conditions météo. |
| 20 mars 1969      | SU-APC          | Assouan                            | 100/105  | Crash à l'atterrissage (en) pendant une tempête de sable. Seulement cinq survivants sur les 105 occupants de l'appareil. |
| 26 août 1969      | 75708           | Aéroport international de Vnoukovo | 16/102   | L'équipage a oublié de sortir le train d'atterrissage lors de l'atterrissage. |
| 10 septembre 1969 | 75791           | Iakoutsk                           | 0/?      | L'avion a percuté un véhicule sur l'aéroport. |
| 11 décembre 1969  | 75669           | inconnu                            | 0/?      | Appareil réformé après avoir volé dans des turbulences et avoir subi trop de contraintes structurelles. |
| 6 février 1970    | 75798           | Samarcande                         | 92/106   | Crash dans une montagne (en), après une erreur du contrôle aérien et des pilotes. |
| 5 juin 1970       | 75533           | Samarcande                         | ?/?      | Gouvernes bloquées, l'avion s'écrase pendant son décollage. |
| 23 août 1970      | 75823           | Ioujno-Sakhalinsk                  | 0/?      | Atterrissage brutal. |
| 16 octobre 1970   | 75578           | Simferopol                         | ?/?      | Endommagé à l'atterrissage, à la suite d'une panne hydraulique. |
| 31 décembre 1970  | 75773           | Léningrad                          | 6/86     | L'équipage a oublié de sortir les volets au décollage. |
| 18 janvier 1971   | LZ-BED          | Zurich                             | 45/47    | Approche trop basse dans une météo chargée. |
| 21 janvier 1971   | 75727           | Rostov-sur-le-Don                  | ?/?      | Aucun détail connu sur les conditions de l'accident. |
| 28 août 1971      | HA-MOC          | Copenhague                         | 32/34    | L'appareil s'est écrasé en mer après avoir effectué une approche en dessous de la pente normale. |
| 21 décembre 1971  | LZ-BES          | Sofia                              | 28/73    | Crash pendant la montée après le décollage. |
| 23 décembre 1971  | HA-MOI          | Damas                              | 0/?      | L'avion a percuté une colline avec son train d’atterrissage avant l’atterrissage. L'équipage a conservé le contrôle et s'est posé en urgence à Damas, en Syrie. |
| 26 août 1972      | 75663           | Arkhangelsk                        | ?/?      | Crash à l'atterrissage, en raison du brouillard. |
| 31 août 1972      | 74298           | Magnitogorsk                       | 102/102  | L'avion s'est écrasé avant d'avoir pu effectuer un atterrissage d'urgence, à la suite d'un incendie dans la soute. |
| 1er octobre 1972  | 75507           | Adler                              | 109/109  | L'appareil devient incontrôlable pendant la montée et s'écrase en mer. |
| 29 janvier 1973   | SU-AOV          | Nicosie                            | 37/37    | Crash (en) pendant un atterrissage de nuit. |
| 24 février 1973   | 75712           | Khodjent                           | 79/79    | Violation des règles de vol, manœuvres dans les nuages. L'appareil a viré à gauche et a perdu de l'altitude et de la vitesse. Une apparition de charges dynamiques trop importantes a causé la destruction de l'avion (en) à une altitude de 2 200 mètres. |
| 3 mars 1973       | LZ-BEM          | Aéroport de Moscou-Cheremetievo    | 25/25    | Crash à l'atterrissage (en) en raison du gel. |
| 11 mai 1973       | 75687           | Semeï                              | 63/63    | L'avion est tombé (en) du ciel pour des raisons inconnues. |
| 27 avril 1974     | 75559           | Léningrad                          | 109/109  | Casse du moteur extérieur droit pendant la montée après le décollage. |
| 9 mai 1974        | 75425           | Ivano-Frankivsk                    | 0/65     | L'appareil s'est posé par erreur à côté de la piste, dans la terre... |
| 24 juin 1974      | 75405           | Tachkent                           | 1/114    | Au décollage, l'un des moteurs se prend un oiseau. L'avion est déséquilibré et dérape jusqu'à sortir de la piste. |
| 11 août 1974      | TZ-ABE          | Haute-Volta                        | 47/60    | Atterrissage d'urgence après panne sèche. |
| 9 décembre 1974   | YR-IMK          | Mer rouge                          | 9/9      | Aucun détail connu sur les conditions de l'accident. |
| 15 janvier 1975   | HA-MOH          | Budapest                           | 9/9      | Crash après la troisième tentative d'atterrissage dans le brouillard. |
| 12 février 1975   | 75801           | Krasnoïarsk                        | 0/?      | L'avion s'est écrasé à 250 m de la piste à l'atterrissage, en raison du mauvais temps. |
| 30 janvier 1976   | 75558           | près de Bichkek                    | 6/6      | Vol d'entraînement. L'appareil a annulé son approche à l'atterrissage et a percuté une colline. |
| 6 mars 1976       | 75408           | Верхняя Хава (Oblast de Voronej)   | 111/111  | L'appareil est tombé dans un village, après une panne généralisée de tous les systèmes électriques de bord. |
| 28 juillet 1976   | OK-NAB          | Bratislava                         | 76/79    | L'équipage de l'avion a commis de nombreuses erreurs et a raté l'approche à l'atterrissage. L'avion a fini dans un lac (en). |
| 30 octobre 1976   | 75575           | Tachkent                           | 0/?      | Appareil endommagé après un atterrissage par mauvais temps. |
| 2 janvier 1977    | OK-NAA          | Prague                             | 0/6      | Collision à l'atterrissage avec un Tu-134 tchèque qui était en train de décoller. |
| 15 février 1977   | 75520           | Mineralnye Vody                    | 77/98    | Erreur de pilotage, l'appareil s'est écrasé (en) à l'atterrissage. |
| février 1977      | B-204           | Shenyang                           | ?/?      | Aucun détail connu sur les conditions de l'accident. |
| 21 avril 1977     | YR-IMI          | Bucarest                           | ?/?      | Crash à l'atterrissage. |
| 23 novembre 1977  | HA-MOF          | Bucarest                           | 0/?      | L'appareil a percuté deux véhicules au roulage sur les voies de service. |
| 6 mai 1978        | inconnu         | Achgabat                           | 1/?      | Détournement en vol par un terroriste, qui a été abattu après avoir fait usage d'une arme sur le copilote. |
| 3 septembre 1978  | 3X-GAX          | Aéroport international de Conakry  | 15/17    | Crash à l'atterrissage. |
| 26 mars 1979      | DM-STL          | Luanda                             | 10/10    | Crash au décollage à la suite d'une avarie moteur. |
| 10 mai 1979       | 75414           | Sotchi                             | 0/?      | Problème, suivi d'une interruption du décollage. |
| 26 mars 1981      | VN-B190?        | Hòa Bình                           | 0/?      | Problème, suivi d'une interruption du décollage. |
| 25 juillet 1982   | inconnu         | Shanghai                           | 0/?      | L'avion est détourné en vol par des pirates de l'air au-dessus de la Chine. Les membres d'équipage sont blessés et une bombe explose quand les passagers reprennent le contrôle de l'avion. Celui-ci effectue un atterrissage en urgence à Shanghai, avec deux moteurs hors-service. |
| 24 décembre 1982  | B-202           | Guangzhou                          | 24/69    | Un incendie se déclare à bord (en) à cause de mégots de cigarettes. |
| 16 juin 1984      | LZ-PME          | Sanaa                              | 0/18     | Survitesse en vol en palier. Le fuselage a subi des contraintes excessives et s'est déformé par endroits. |
| 19 janvier 1985   | CU-T899         | Cuba                               | 38/38    | L'appareil est tombé alors qu'il volait en palier. Il s'agirait probablement d'un problème technique majeur. |
| 16 mai 1985       | inconnu         | Sakhaline                          | ?/?      | Vol militaire. Aucun détail disponible concernant l'accident. |
| 18 janvier 1988   | B-222           | Chongqing                          | 108/108  | Crash à l'atterrissage, feu moteur. |
| 23 août 1990      | inconnu         | Katcha                             | 0/?      | L'avion n'a pas réussi à décoller, à la suite d'une erreur de l'équipage, qui n'avait pas déverrouiller la gouverne de l'avion. |
| 14 août 1991      | YR-IMH          | Uricani                            | 9/9      | L'équipage a commis une erreur de pilotage et l'appareil s'est écrasé dans une montagne. |
| 15 novembre 1992  | CU-T1270        | Puerto Plata                       | 34/34    | L'appareil a percuté une montagne lors de l'approche à l'atterrissage. |
| janvier 1995      | 75915           | Almaty                             | 0/?      | L'appareil est rentré dans un Antonov An-12 sur l'aéroport. |
| 17 décembre 1997  | 75554           | Johannesburg                       | 0/4      | L'avion n'a pas pu décoller à cause d'une surcharge. |
| 23 novembre 1998  | 3D-SBZ          | Kalemie                            | 0/0      | Appareil détruit par un raid de la force aérienne du Zimbabwe. |
| 25 octobre 2000   | 74295           | Batoumi                            | 83/83    | L'appareil s'est écrasé à l'atterrissage en raison d'erreurs de pilotage et de la part des contrôleurs aériens. |
| 19 novembre 2001  | 75840           | Kaliazine                          | 27/27    | Problème technique. Depuis ce jour, les transports de passagers par Il-18 sont interdits en Russie. |
| 15 septembre 2002 | EX-904          | Negage                             | 0/?      | Incident à l'atterrissage. Le train d'atterrissage ne n'est pas déployé correctement. |
| 15 septembre 2002 | 75423           | Moscou                             | 0/?      | Incident à l'atterrissage. L'avion a dépassé la piste de 60 m et a subi de gros dégâts. |
| 27 janvier 2004   | ER-ICJ          | Luena                              | 0/18     | Problème pendant le roulage pour le décollage. |
| 4 février 2004    | EX-005          | Colombo                            | 0/7      | L'équipage a atterri sans sortir le train d'atterrissage. |
| 6 mars 2004       | CU-T1532        | Holguín                            | 0/7      | L'avion a eu un incendie moteur lors du décollage et a annulé le décollage. |
| 28 mars 2005      | CU-T1539        | Caracas                            | 0/97     | Impossibilité de décoller. |
| 19 décembre 2016  | 91821           | Tiksi                              | 0/37     | L'avion s'est disloqué en trois morceaux après avoir percuté une colline enneigée, à la suite d'une erreur de navigation avant l'atterrissage. Il n'y a eu aucun mort mais toutes les personnes présentes à bord ont été blessées dont certaines gravement. |